# Antoinette Béfort
Antoinette Béfort, dite Mlle Béfort, née à Paris le 8 août 1788 et morte à Lyon le 17 octobre 1868, est une artiste peintre néoclassique française et l'une des rares femmes peintres de l'époque à se spécialiser dans la peinture d'histoire. Elle expose au Salon des artistes vivants de 1810 à 1819.

## Biographie
Antoinette Élisabeth Jeanne Bandelier de Béfort, connue dans le monde de l'art sous le nom d’Antoinette Béfort est née à Paris, dans la paroisse Sainte-Marie-Madeleine de Ville l'Évêque le 8 août 1788. Ses parents, Marie Louise Elisabeth Gauvain et Antoine Pierre Bandelier de Béfort, habitent alors sur la rue Neuve-des-Capucines.
Elle étudie la peinture à Paris au début du XIXe siècle auprès de Gioacchino Serangeli et de Césarine Davin-Mirvault.
En 1804, le compositeur Louis-Barthélémy Pradher lui dédie son Deuxième pot-pourri pour le piano-forte (op. 4).
Elle participe pour la première fois au Salon en 1810 en présentant une peinture d'histoire, Une jeune Thébaine pansant son père blessé, inspirée des événements entourant le siège et la destruction de Thèbes par Alexandre le Grand en 335 av. J.-C.. L'œuvre, bien accueillie, lui vaut une médaille d'or de deuxième classe. Elle participe ensuite aux Salons de 1812, 1814, 1817 et 1819.
Son portrait, réalisé par sa condisciple Julie Volpelière, avec qui elle a étudié dans l'atelier de Serangeli, a été exposé au Salon de 1814,.
Au début de l'année 1825, Antoinette Béfort demeure à Londres.
En 1837, au moment où elle envoie au Salon un portrait qui est refusé par le jury, elle habite à Paris au no 94, rue du Faubourg-Saint-Honoré. En 1840, alors que ce même jury décline trois de ses portraits, elle réside au no 29 de la rue Saint-Lazare. 
Le 3 juin 1841, elle épouse à Versailles Pierre Pascal Ledru, capitaine adjudant major au 18e régiment d'infanterie de ligne alors en garnison dans la ville.
Elle meurt à Lyon le 17 octobre 1868 à l'âge de 80 ans.

## Œuvres
- 1809 : Une jeune Thébaine pansant son père blessé (huile sur toile, 194,31 × 153,67 cm), tableau présenté au Salon de 1810 (no 30)[5], puis de nouveau au Salon de 1814 (no 41)[15],[16]; vendu 36 800 dollars américains chez Christie's à New York en janvier 1996[17]. Muncie (Indiana, États-Unis), David Owsley Museum of Art (en), Ball State University, 1996.002.000[18].

- vers 1812 : Thésée et Ariane (huile sur toile, 223 × 174 cm), tableau présenté au Salon de 1812 (no 40)[19], puis de nouveau en 1814 (no 42, Thésée allant combattre le Minotaure, reçoit le peloton de fil des mains d’Ariane)[20],[16], attribué à Anne-Louis Girodet dans les années 1950-1990[21],[22], jusqu'au rétablissement de l'attribution à Béfort par Margaret A. Oppenheimer en se fondant sur la reproduction de l'œuvre publiée par Charles-Paul Landon dans ses Annales du Musée en 1812[23],[24]. Ancienne collection de Walter P. Chrysler Jr. (en), localisation actuelle inconnue.

- vers 1814 : Eurydice fuyant les poursuites d’Aristée, est piquée par un serpent, tableau présenté au Salon de 1814 (no 43)[25], peut-être identique à Eurydice piquée par un serpent attribué à Antoinette Béfort (huile sur toile, 100 × 81 cm), passé aux enchères chez Artcurial en 2018[26]. Localisation inconnue.

- vers 1814 : Adieux d’Hector et d’Andromaque, tableau présenté au Salon de 1814 (no 44)[27], sans doute identique à la toile du même titre exposée au Salon de 1817 (no 29)[28]. Localisation inconnue.

- vers 1817 : Portrait d'homme, Salon de 1817, (no 30)[29]. Localisation inconnue.

- vers 1819 : Céphale et Procris, Salon de 1819 (no 1590)[30]. Localisation inconnue.

- vers 1819 : Portrait du père de l’auteur, Salon de 1819 (no 1591)[31]. Localisation inconnue.

- 1821 : copie d'après Nicolas Poussin de la deuxième version des Bergers d’Arcadie conservée à Paris au musée du Louvre[3], localisation inconnue.

- vers 1837 : un portrait, refusé au Salon de 1837[32].

- vers 1840 : trois portraits, refusés au Salon de 1840[33]

- non daté : Portrait du général Kensinger, secrétaire de S. M. le roi Charles X [personnage non identifié] (huile sur toile, 27 × 21 cm), Nantes, musée Dobrée[34],[35]

- non daté : Velléda, dessin au crayon noir sur papier vélin attribué à Antoinette Béfort, légendé d'un passage des Martyrs de Chateaubriand. Châtenay-Malabry, Maison de Chateaubriand[36];

Œuvres d'Antoinette Béfort
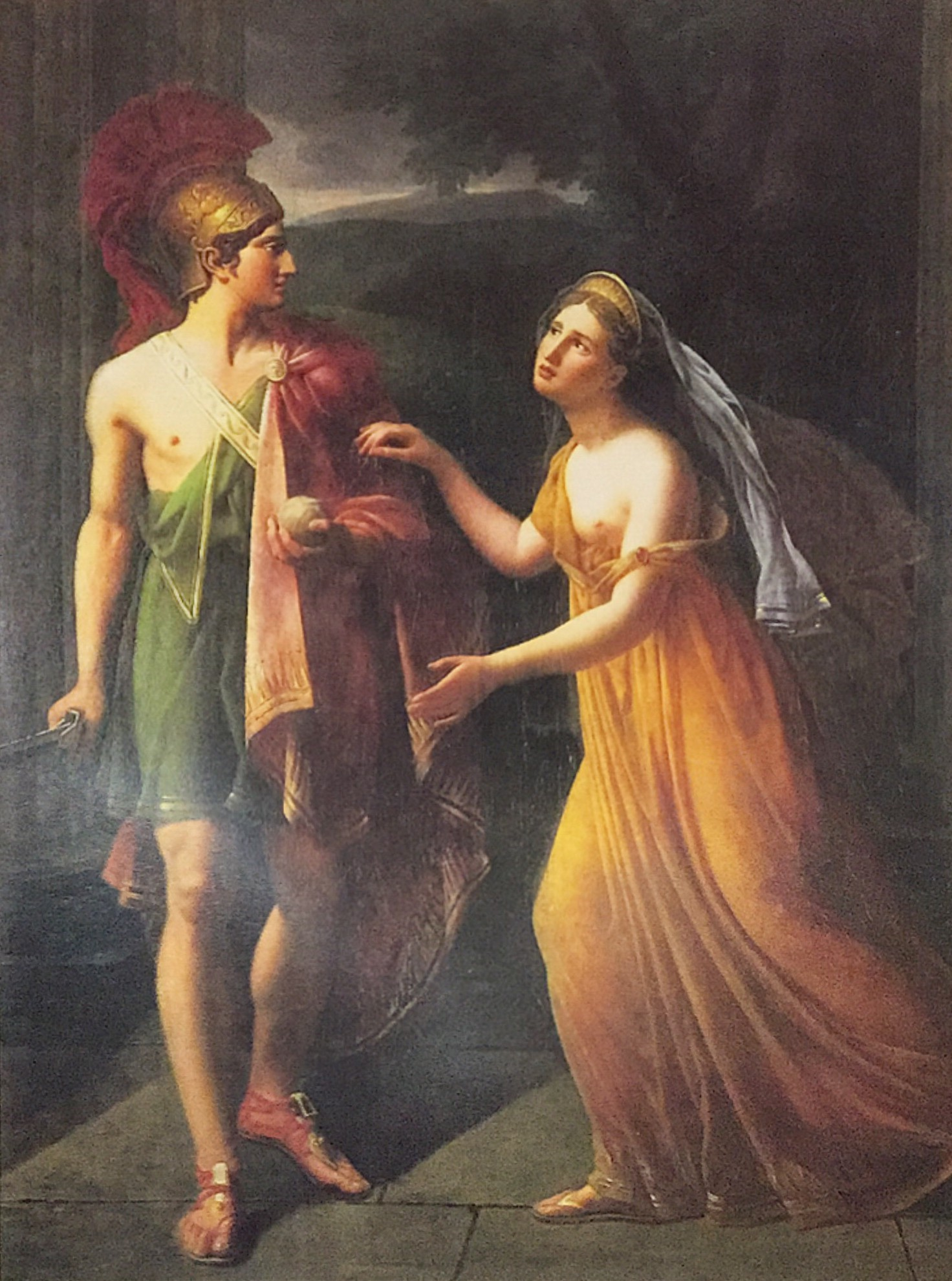
Thésée et Ariane, Salon de 1812
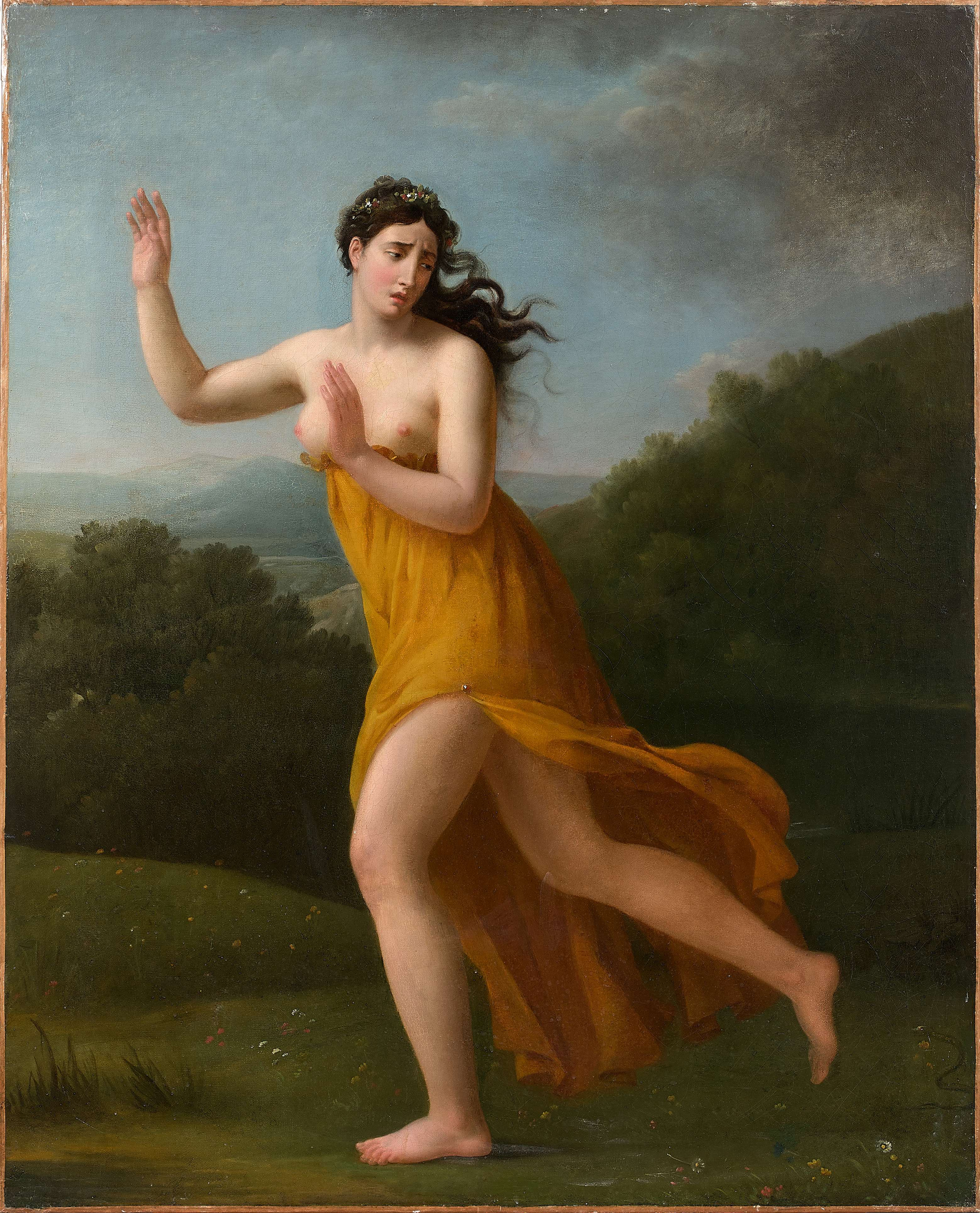
Eurydice piquée par un serpent, attribution à Antoinette Béfort (peut-être Salon de 1814)

## Réception critique
- « Les ouvrages de mademoiselle Béfort sont tous dans le genre historique. Je pense qu'elle se ferait remarquer plus avantageusement, si elle employait le talent qu'elle possède à exécuter des sujets moins élevés. »[37]
- À propos des Adieux d’Hector et d’Andromaque : « tableau assez bien peint, où l'on trouve une expression douce, mais où l'on désirerait plus d'élévation, plus de style, plus d'énergie »[38].